# Ischnolea odettae
Ischnolea odettae là một loài bọ cánh cứng trong họ Cerambycidae.